# Frank L. Culbertson, Jr.
Frank Lee Culbertson Jr. (nascut el 15 de maig de 1949) és un antic astrouta de la NASA i un capità retirat de la Marina dels Estats Units. Va servir com a comandandant de l'Estació Espacial Internacional durant gairebé quatre mesos en el 2001 i va ser l'únic americà fora de la Terra durant els Atemptats de l'11 de setembre de 2001. Actualment és vicepresident responsable dels programes de vols espacials tripulats en Orbital Sciences, incloent el transport comercial a l'ISS.